# Fritz Bracht
Fritz Bracht, född 18 januari 1899 i Heiden, död 9 maj 1945 i Bad Kudowa, Niederschlesien, Tyskland, var en tysk nazistisk politiker och SA-Obergruppenführer.

## Biografi
Bracht blev 1935 ställföreträdande Gauleiter för Schlesien. I januari 1941 delades Schlesien i två Gaue och Bracht utsågs då till Gauleiter för Oberschlesien. Han blev därjämte Oberpräsident i Provinsen Oberschlesien. Koncentrations- och förintelselägret Auschwitz-Birkenau var beläget inom Brachts jurisdiktion. Tillsammans med Heinrich Himmler, Hans Kammler och Ernst-Heinrich Schmauser besökte Bracht i juli 1942 Auschwitz för att bevittna gasning av judar.
Bracht begick självmord tillsammans med sin hustru i maj 1945 genom att inta vätecyanid.

## Befordringshistorik
- SA-Sturmführer: 1 april 1927
- SA-Sturmbannführer: 15 oktober 1933
- SA-Brigadeführer: 30 april 1938
- SA-Gruppenführer: 30 januari 1941
- SA-Obergruppenführer: 20 april 1944

## Utmärkelser
- Järnkorset av andra klassen
- Krigsförtjänstkorset av andra klassen utan svärd
- Krigsförtjänstkorset av första klassen utan svärd: 20 april 1941
- NSDAP:s partitecken i guld
- NSDAP:s tjänsteutmärkelse